# Ed O’Brien
Edward John O'Brien (ur. 15 kwietnia 1968 w Oksfordzie) – gitarzysta i drugi wokalista brytyjskiego zespołu rockowego Radiohead.
W 2003 został sklasyfikowany na 59. miejscu listy 100 najlepszych gitarzystów wszech czasów magazynu Rolling Stone.

## Instrumentarium
- „Plank” guitar (custom built to Ed's specifications)
- Rickenbacker 360 (2)
- Fender Telecaster
- Gibson ES 330 (60s)
- Gibson ES 335 (60s)
- Fender Stratocaster (white)
- Fender Eric Clapton Stratocaster (black)(2)
- Fernandes Native Pro
- Gibson Les Paul Goldtop
- Line 6 Variax 700